# Ernesto de Martino
Ernesto de Martino (ur. 1 grudnia 1908 w Neapolu, zm. 9 maja 1965 w Rzymie) – włoski etnolog i religioznawca, działacz polityczny (w latach 1945 - 1950 działał we Włoskiej Partii Socjalistycznej Jedności Proletariackiej w Bari, w 1949 roku we Włoskiej Partii Socjalistycznej w Lecce, w 1950 był członkiem Włoskiej Partii Komunistycznej).

## Życiorys
W 1932 ukończył studia na uniwersytecie w Neapolu, pod kierunkiem Adolfa Omodea. Doktorat otrzymał za pracę poświęconą misteriom eleuzyńskim. Habilitował się w zakresie etnologii (1951) i historii religii (1954). 1 grudnia 1959 roku został mainowany profesorem historii religii na uniwersytecie w Cagliari (Sardynia).
Ernesto de Martino zajmował się problemami tzw. apokaliptyki kulturowej, antycznymi oraz ludowymi formami religijności południowych Włoch. Jego prace dotyczą ogólnie reformy kultury, konfliktu kulturowego tzn. "konfliktu kultury ludowej z kulturą klas panujących", który uwidacznia się w walce kultury chrześcijańskiej z pogańską na terenach południowych Włoch, a nade wszystko podejmują problematykę historyzmu w naukach o kulturze.
Publikacje Ernesto de Martino to m.in.: 
- "Naturalismo e storicismo nell' etnologia" (1941), w której celem było "przywrócenie etnologii charakteru historycznego",
- "Il mondo magico. Prolegomenia a una storia del magismo" (1948); (wznowiona przez De Martino w 1958), w której porusza problematykę "świata magicznego" nieznanego kulturze europejskiej,
- "La fine del mondo",
- "Morte e pianto rituale nel mondo antico" (1958), poruszał zagadnienia związane z obrzędem pogrzebowym, lamentem żałobnym,
- "Sud e magia" (1959), w której przedstawił wyniki badań przeprowadzonych w Lukanii w latach 1950 - 1956,
- "La terra del rimorso" (1961) – (Ziemia zgryzoty, 1971), kluczowa pozycja w której zajmuje się fenomenem tzw. tarantyzmu apulijskiego, nad którym w roku 1959 prowadził badania na Półwyspie Salentyńskim.

W Polsce na temat Ernesto de Martino pisali:
- 1. A. Nowicki: Nowe perspektywy etnografii włoskiej, "Myśl Filozoficzna", 1955, nr 3, s.190-192
- 2. Z. Poniatowski: Wstęp do religioznastwa, Warszawa, 1961
- 3. T. Margul: Sto lat nauki o religiach świata, Warszawa, 1964
- 4. M. Nowaczyk: Ernesto de Martino, "Euhemer", 1965, nr 3, s. 37-53
- 5. M. Nowaczyk: Ernesto de Martino (wspomnienia pośmiertne), "Fakty i Myśli", 1965, nr 16

(patrz: Ernesto de Martino Jako filozof i historyk religii, W: Ziemia Zgryzoty, 1971, Warszawa, Książka i Wiedza)